# Burgplatz (Leipzig)
Der Burgplatz  ist ein annähernd rechteckiger Platz von etwas über 2.000 m² Fläche im Südwesten der Innenstadt von Leipzig.

## Geschichte

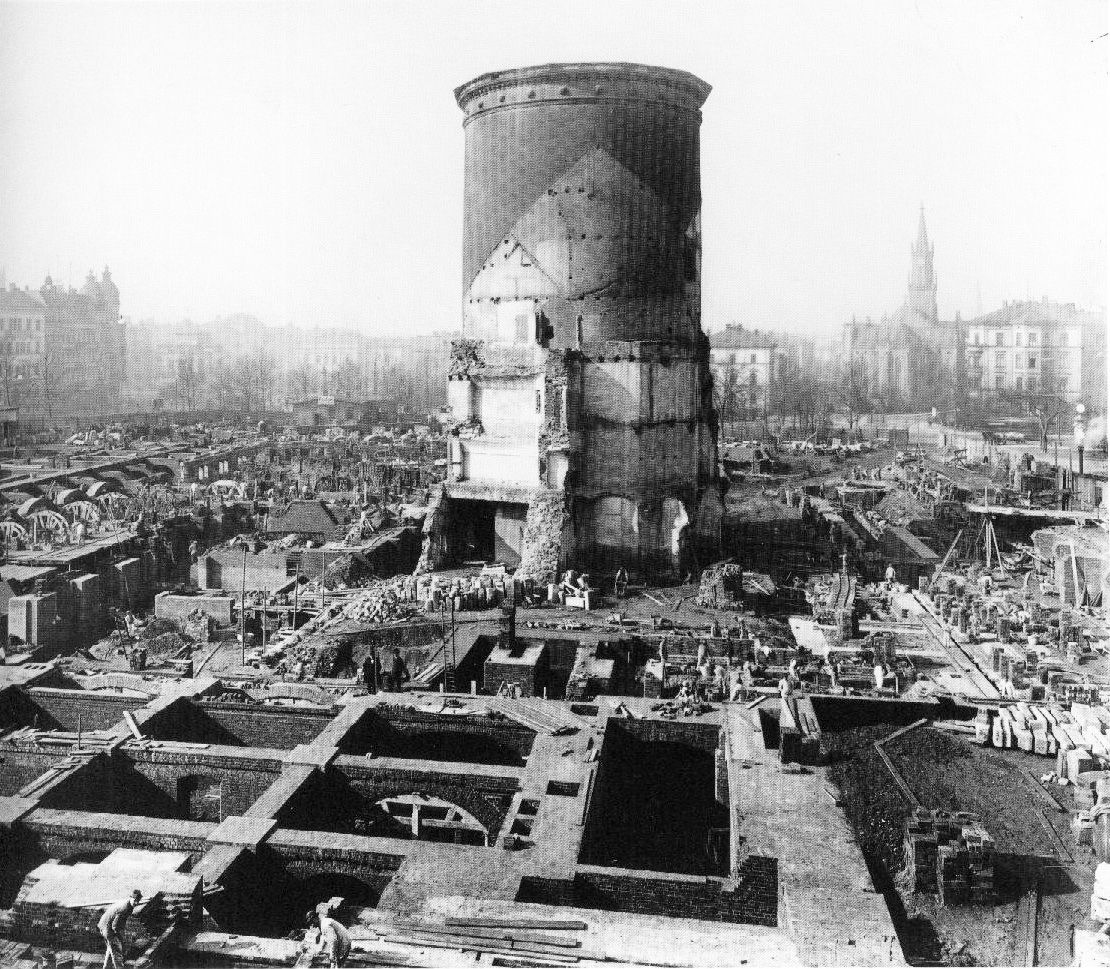
Die ehemalige Pleißenburg nach dem Abriss (1899)

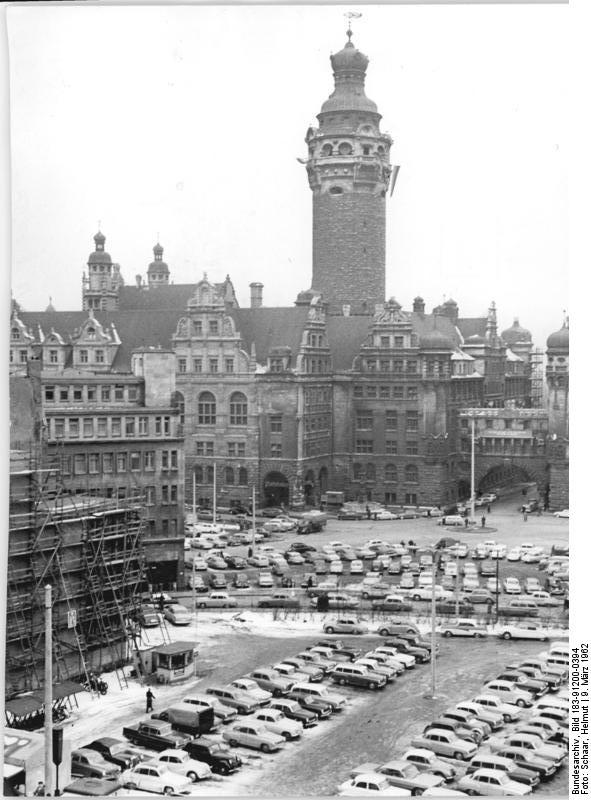
Burgplatz als Parkfläche (1962)

Der Burgplatz entstand um das Jahr 1900 auf Teilen des Areals der Pleißenburg, als diese 1897 abgebrochen wurde, um Platz für das Neue Rathaus zu schaffen. Das Rathaus wurde bewusst etwas stadtauswärts errichtet, um einen neuen Stadtplatz zu gestalten. Der Burgplatz, dessen Name sich auf die Pleißenburg bezieht, ist der jüngste der innerstädtischen Plätze. Auf dem Platz wurde 1908 nahe dem Neuen Rathaus der von Georg Wrba gestaltete Rathausbrunnen eingeweiht.
Im Zweiten Weltkrieg wurde die gesamte Randbebauung zerstört oder schwer beschädigt. Nach Abräumarbeiten wurde der Burgplatz nur noch von Rat- und Stadthaus begrenzt, die restliche bauliche Einfassung fehlte. Er wurde während der Zeit der DDR als Parkplatz genutzt. Auf der ausgedehnten Kriegslücke, die in östliche Richtung bis zur Petersstraße reichte, standen auch provisorische Verkaufsbuden.
Nach der „Wende“ (1989/90) begann die Umwidmung in einen urbanen Platz, die Randbebauung wurde durch Neubauten ergänzt, die zum Teil an den Charakter der ursprünglichen Bausubstanz angelehnt sind.

## Aktuelle Bebauung und Gestaltung
Das Neue Rathaus schließt den Platz nach Süden und Südwesten ab, im Westen steht das Stadthaus. Beide Gebäude dienen der Stadtverwaltung und sind durch eine zweietagige „Brücke“ miteinander verbunden.
Der Neubau des Bauwens-Hauses bildet seit 1994 den Abschluss des Platzes nach Norden. An dieser Stelle stand vorher das „Haus Teiche“, das im Krieg beschädigt und später abgerissen wurde. Im Südosten steht ein ebenfalls in den 1990er Jahren an das Gebäude der Deutschen Bank angesetzter Anbau mit einem turmartigen Risalit, er nimmt die Traufhöhe des erhaltenen Gebäudeteils auf, ist aber ansonsten modern gestaltet.

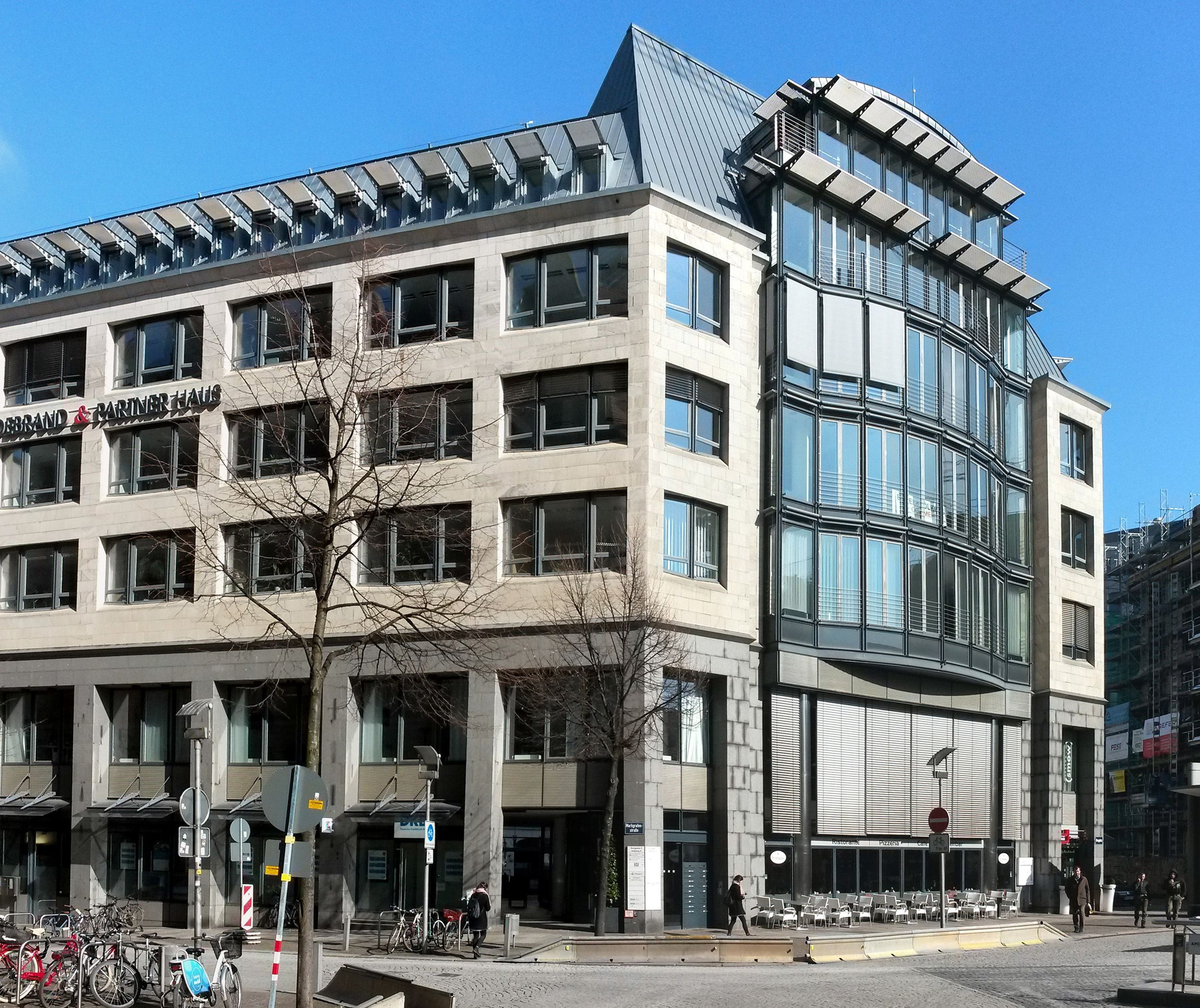
Bauwens-Haus
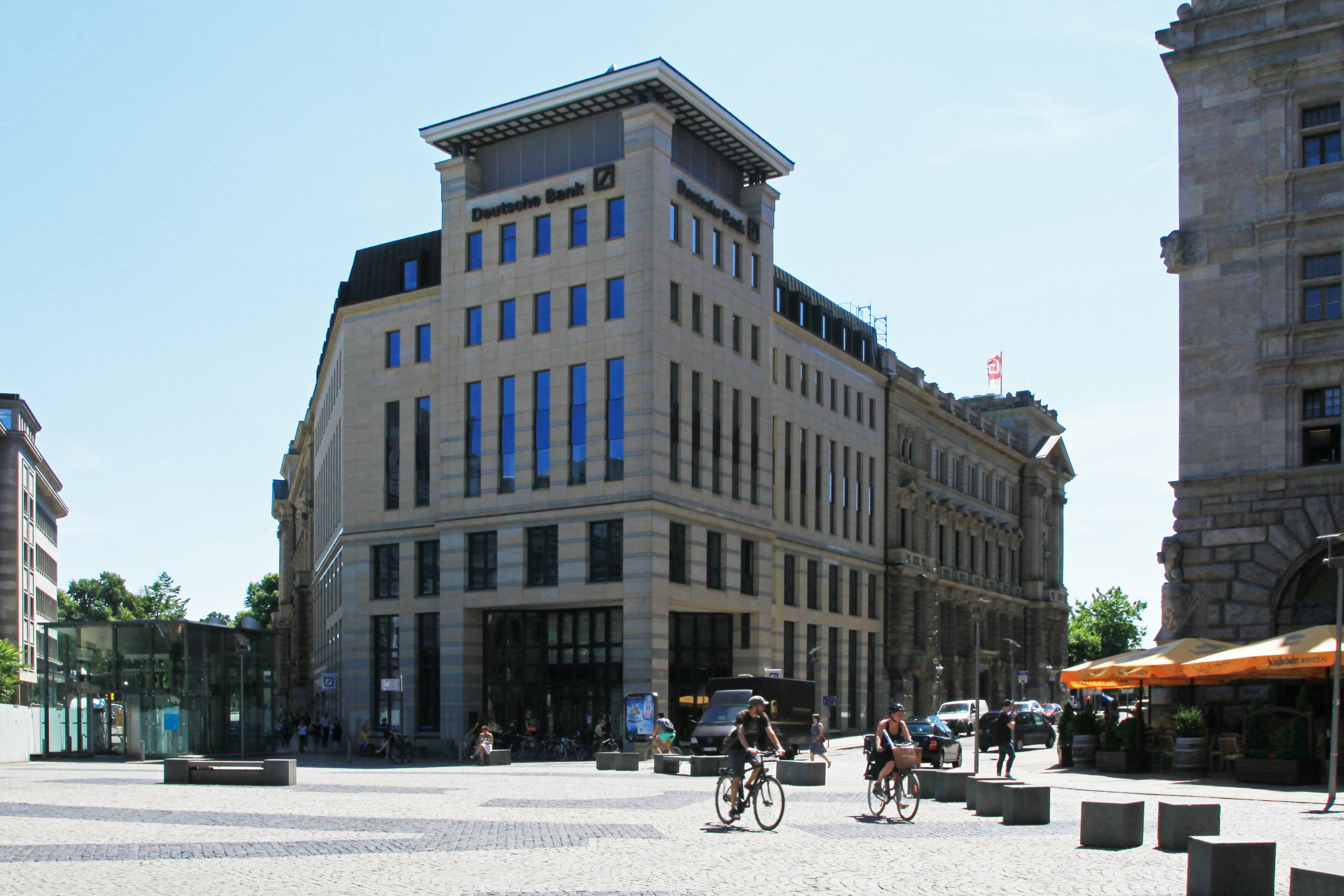
Neubau Deutsche Bank
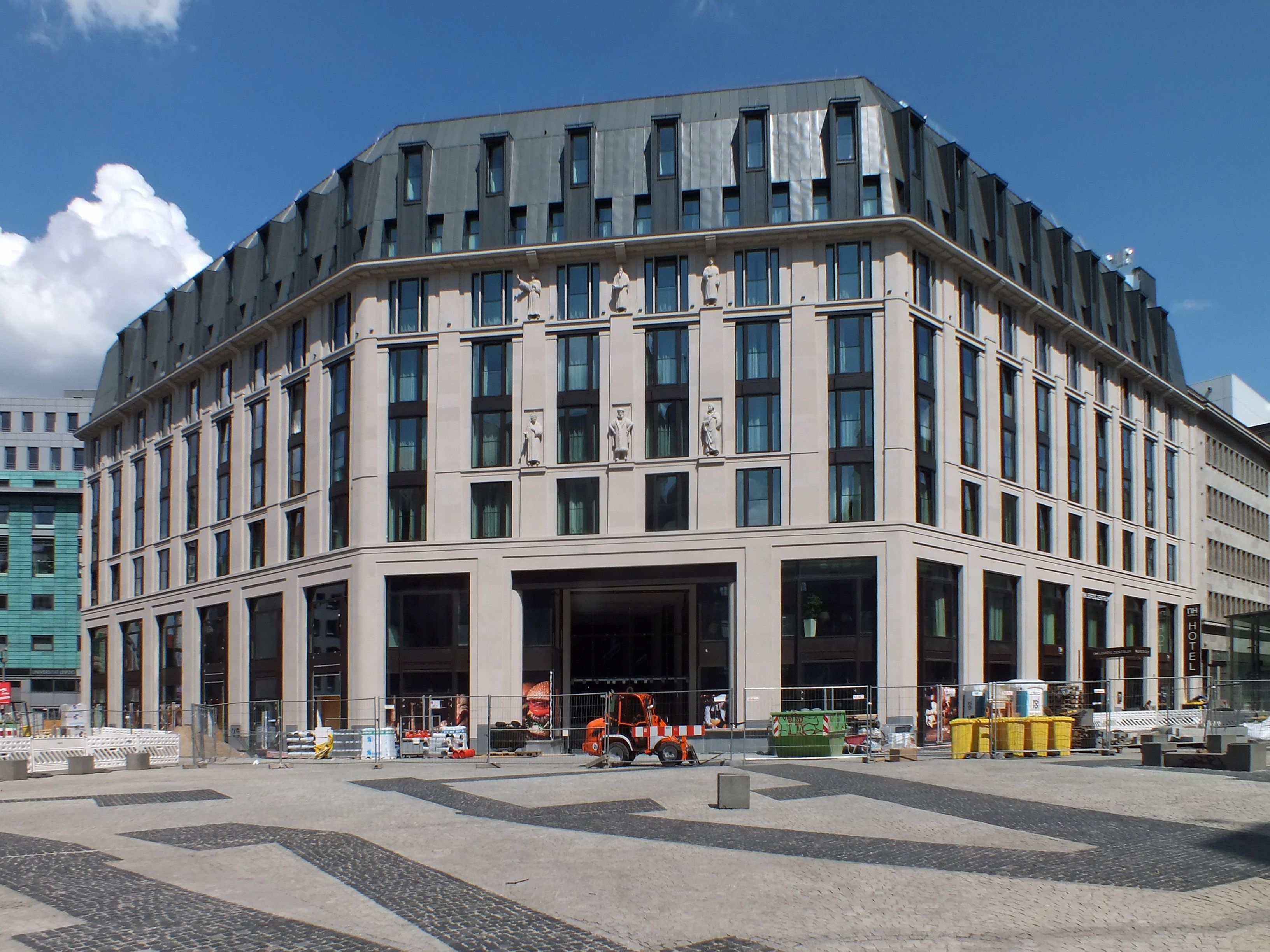
Burgplatz-Passage

Nach Osten klaffte an der Stelle des im Krieg zerstörten Hirzel-Hauses seit Mitte der 1990er Jahre über zwanzig Jahre eine abgesperrte offene Baugrube, die den Namen Burgplatzloch erhielt. Sie war 1995 bei einem Parkhausbau für den westlichen Abschluss des von 1999 bis 2001 errichteten Petersbogens entstanden. Der Bau kam trotz mehrerer Eigentümerwechsel nicht zustande. Erst 2017 begann der bis 2019 dauernde Bau des Burgplatz-Passage genannten Gebäudes nach den Plänen des Architekturbüros HPP mit der Fassadengestaltung durch das Berliner Architekturbüro Christoph Kohl Stadtplaner Architekten CKSA. Mit einem Durchgang zum Petersbogen erfolgt der Anschluss an das Netz der Leipziger Passagen. Neben Geschäften und Gaststätten im Erdgeschoss beinhaltet das Gebäude in den oberen Etagen ein Hotel der NH Hotel Group. Die mit Cottaer Sandstein belegte Fassade enthält sechs lebensgroße Figuren mit Bezug auf die Leipziger Disputation von 1519, die in der damals gegenüberliegenden Pleißenburg stattfand.
1995 wurde unter dem Platz eine Tiefgarage angelegt. Bei den Arbeiten wurden Grundmauern der Pleißenburg freigelegt und archäologisch untersucht. Die neue Pflasterung gibt die Umrisse der Mauern mit dunkleren Steinen wieder.